# Ligne RL3 des Rodalies de Catalunya
La ligne RL3 est une ligne du réseau de Rodalies de Catalunya exploitée par Renfe Operadora. Elle relie les gares de Lérida Pyrénées et de Cervera en passant par la ligne de Lérida Pyrénées à L'Hospitalet de Llobregat (220).
La ligne a été mise en service le 8 février 2024 après des années de demandes du territoire pour créer une ligne de banlieue sur cette ligne ferroviaire. 
Avec la ligne RL4, elles forment le réseau de trains de banlieue de Lérida.

## Liste des gares
| Gare                | Municipalité        | Correspondances | Services |
| ------------------- | ------------------- | --------------- | -------- |
| Cervera             | Cervera             |                 |          |
| Tàrrega             | Tàrrega             |                 |          |
| Anglesola           | Anglesola           |                 |          |
| Bellpuig            | Bellpuig            |                 |          |
| Castellnou de Seana | Castellnou de Seana |                 |          |
| Golmés              | Golmés              |                 |          |
| Mollerussa          | Mollerussa          |                 |          |
| Bell-lloc d'Urgell  | Bell-lloc d'Urgell  |                 |          |
| Lérida Pyrénées     | Lérida              |                 |          |